# Tandem Mass Tag
Tandem Mass Tag (‚Tandem-Atommassenmarkierung‘, TMT) ist eine biochemische Methode zur massenspektrometrischen Bestimmung von Biomolekülen wie Proteine, DNA oder RNA. Das TMT verwendet unter anderem die Isobarenmarkierung und die Tandem-Massenspektrometrie. Die zu untersuchenden Moleküle werden dabei mit unterschiedlichen Markierungen versehen, die zwar isobar sind (die gleiche Ausgangsmasse besitzen), jedoch im Tandem-Massenspektrometer unterschiedlich schwere und somit unterscheidbare Fragmente (genauer Reporterionen) ergeben.

## Prinzip
Es gibt drei Varianten des TMT:

TMT Zero Tag.

- TMTzero – ohne eine Isotopenmarkierung auf dem tag
- TMTduplex – isobare Paare nach Markierung mit einem Isotop[1]
- TMTsixplex – ein isobarer Satz von sechs Massenmarkierungen mit fünf verschiedenen Isotopen[2]

Die verwendeten Markierungen (engl. tags) enthalten vier Bereiche, einen Massenreporterbereich, einen spaltbaren Linker-Bereich, einen Massennormalisierungsbereich und eine an das Biomolekül bindende reaktive Gruppe. Die verschiedenen Markierungen sind chemisch identisch, besitzen jedoch unterschiedliche Isotope im Massenreporter- und im Massennormalisierungsbereich. Bei einer Molekulargewichtsbestimmung per Gelelektrophorese, Chromatographie oder einfacher Massenspektrometrie sind die verschiedenen Markierungen nicht unterscheidbar. Erst durch weitere Fragmentierung in der Tandem-Massenspektrometrie zeigen sich nach Aufbrechen der Peptidbindungen die einzelnen Markierungen. Die Patente für TMT liegen bei der Proteome Sciences Plc. Die chemische Struktur der verschiedenen Markierungen sind in der Unimod-Datenbank verzeichnet und mit Mascot bearbeitbar.